# David Baytelman Goldenberg
David Baytelman Goldenberg (Rancagua, 6 de marzo de 1925 - Santiago, 23 de abril de 1988) fue un ingeniero y político chileno. 
Hijo de inmigrantes judíos que llegaron a Chile a principios del siglo XX escapando del antisemitismo imperante en el Imperio ruso.

## Reseña biográfica
Su padre fue Jacobo Baytelman Krupnick, procedente de Rusia y su madre fue Fanny Goldenberg Kaminetzki, procedente de Ucrania. Se casan en Chile y vivieron su primeros años en Rancagua donde se dedicaron a la agricultura, en esa ciudad nacieron David y sus hermanos Bernardo y Sara.
Más tarde se trasladaron a la capital y se asentaron en Puente Alto donde los padres, Jacobo y Fanny, continuaron en la actividad agrícola. En los años 50 se trasladaron a Santiago y se instalan con un comercio pequeño.
David realizó sus estudios secundarios en el Internado Barros Arana y terminó en el Instituto Nacional.
Se graduó como Ingeniero Agrónomo en la Universidad de Chile en 1949.
En 1950 viaja a Israel con su familia donde ingresan a un kibutz hasta 1951.
En 1959 realizó un doctorado en Economía Agraria en la Universidad de Oxford y llegó a dominar el idioma inglés como si fuera propia lengua. También hablaba francés, neerlandés, portugués, ídish y un poco de alemán.
En 1988, antes de su muerte, publicó a través de la Editorial Emisión un libro con sus dibujos titulado Los Dibujos de David Baytelman, reseñado por Sergio Teitelboim V. en Revista Análisis y por Julieta Campusano en la Araucaria de Chile.
En octubre de 1983 durante su última misión en Nairobi (Kenia) sufrió un infarto cerebrovascular que le causó una hemiplejia que lo deterioró hasta su muerte.
En febrero de 1984 el ex parlamentario Alberto Jerez solicitó el reingreso al país de David Baytelman Goldenberg y Armando Cassigoli Pérez, profesor de filosofía, por razones humanitarias. Esta petición fue apoyada por cartas de Gustavo Alessandri, Francisco Bulnes Sanfuentes, Juan de Dios Vial Larraín y Mario Góngora. Además de una carta ingresada al Ministerio del Interior por dos de los hijos de David Baytelman donde solicitan autorización para el regreso de su padre.
Regresó a Chile el año 1986 donde residió hasta su muerte el 23 de abril de 1988.

### Desarrollo profesional
Ingresó a trabajar a la Corporación de Fomento de la Producción (CORFO) el 15 de junio de 1953 donde se desempeñó hasta el golpe militar en septiembre de 1973.
Desde 1958 acompaña a Salvador Allende en su segunda candidatura presidencial como parte importante en la construcción del Programa Agrario del Frente Popular, más adelante forma parte del Programa Agrario de la Unidad Popular.
Paralelamente, durante casi 10 años fue profesor de la cátedra de Economía Agraria en la Universidad de Chile.

### Aportes a nivel nacional
Creó y desarrolló el Plan Frutícola de la CORFO en 1966 que otorgó las bases de la fruticultura de exportación.
En los años 60 desarrolló en Antofagasta el Centro de Experimentación de “La Chimba” donde se logró cultivar varias hectáreas de tomates, sandías, claveles, y otros en pleno desierto cuando en Antofagasta un kilo de tomates tenía un precio demasiado elevado.
Participó del Programa Nacional de Desarrollo Ganadero que llevó a cabo la CORFO entre 1961-1970 para que buscaba transformar el desierto, específicamente la Pampa del Tamarugal, en un sistema silvo-agropecuario. Hoy la Pampa del Tamarugal es un ecosistema  protegido por ser Reserva Nacional desde 1987.
En 1970 es llamado por el presidente electo Salvador Allende para ser nombrado Vicepresidente de la Corporación de la Reforma Agraria (CORA) cargo en el que se desempeña hasta 1972. Desde este puesto intentó alcanzar el anhelo de los campesinos pobres de este país que por muchos años aspiraron a tener acceso a la tierra que trabajaron con sus manos.
Junto con el profesor Alejandro Liptschutz, Premio Nacional de Ciencias, con quien lo unía una gran amistad, aportaron a la elaboración de la Ley 17.729 publicada en 26 de septiembre de 1972, esta fue un intento por lograr la autonomía del pueblo mapuche.
El día del Golpe Militar, 11 de septiembre de 1973, fue llamado por la Junta Militar a comparecer debido a su militancia comunista. Después de unos meses, al presenciar las atrocidades cometidas esos días por los militares,  se refugió en la Embajada de Panamá y desde ahí viajó a París, Francia donde se estuvo hasta 1975 cuando viajó a Turquía, sin embargo, debido a la inestabilidad política del país terminó por exiliarse en Holanda.

### Aportes a nivel internacional
Vivió 12 años en el exilio, periodo durante el cual aportó a diferentes países.
En Holanda enseñó en el Instituto de Estudios Sociales de La Haya, instituto de estudios de postgrado en el terreno rural para estudiantes especialmente del Tercer Mundo.
Trabajó en la FAO, Organización de las Naciones Unidas para la Alimentación y la Agricultura. Estudió y escribió sobre el tema de la alimentación y los problemas alimentarios en el mundo. Fue asesor de la presidencia de México en la creación de su programa alimentario y comisionado por la OIT, Organización Internacional del Trabajo, a cargo del sector agrario en Portugal.
La Reforma Agraria siguió siendo un tema importante para él, por lo que participó con sus alumnos de la Reforma Agraria portuguesa. Estuvo además en otras misiones en la Nicaragua sandinista, Ecuador, Mozambique, Tanzania y Cabo Verde. Su última misión fue en Kenia, país al que fue enviado por el gobierno holandés a desarrollar un proyecto nacional de regadío.

## Vida personal
Luego se casó con Clara Subelman Pell, su primera esposa, con quien tuvo dos hijos: Raúl Amiel y Pablo Ariel. 
Con Valeria Luco Rojas, tiene dos hijos: David Alejandro y Pedro.